# BNC-Steckverbinder

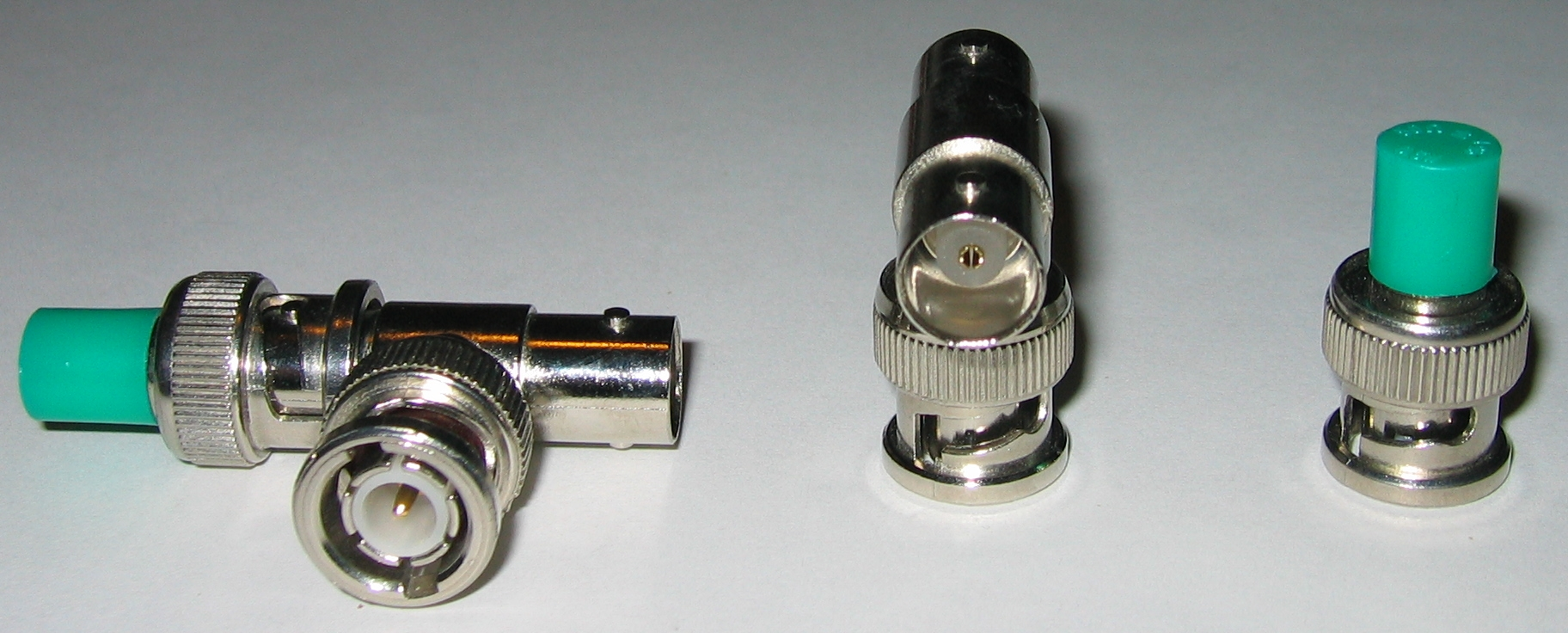
T-Stücke und Abschlusswiderstände in BNC-Technik

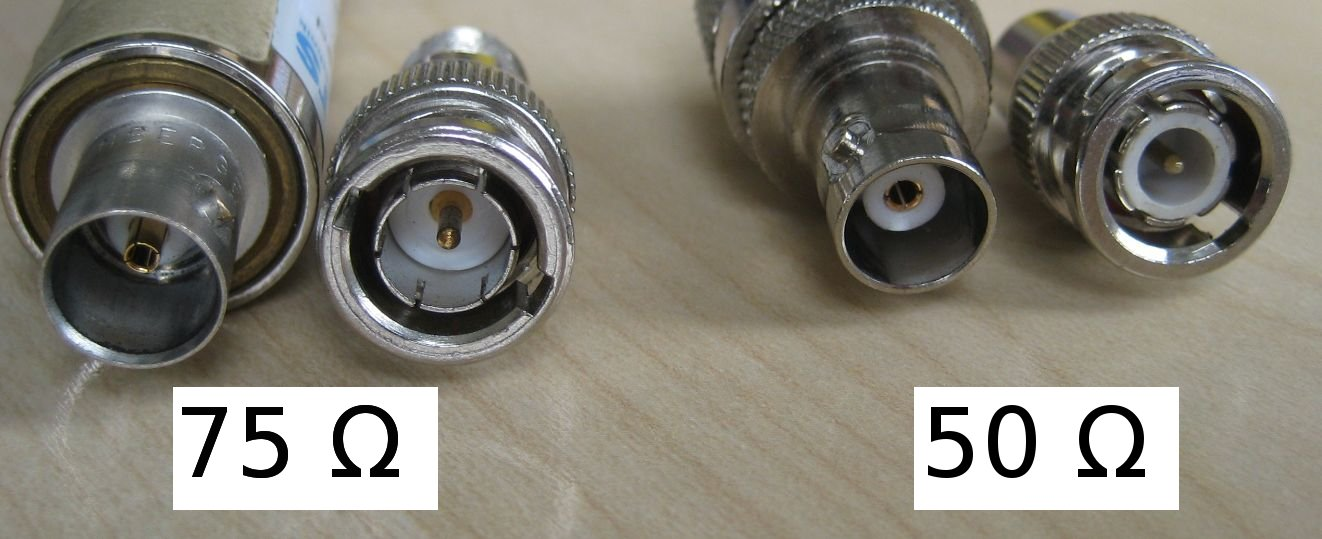
Unterschiede zwischen BNC-Steckverbindern in 50 Ω und 75 Ω

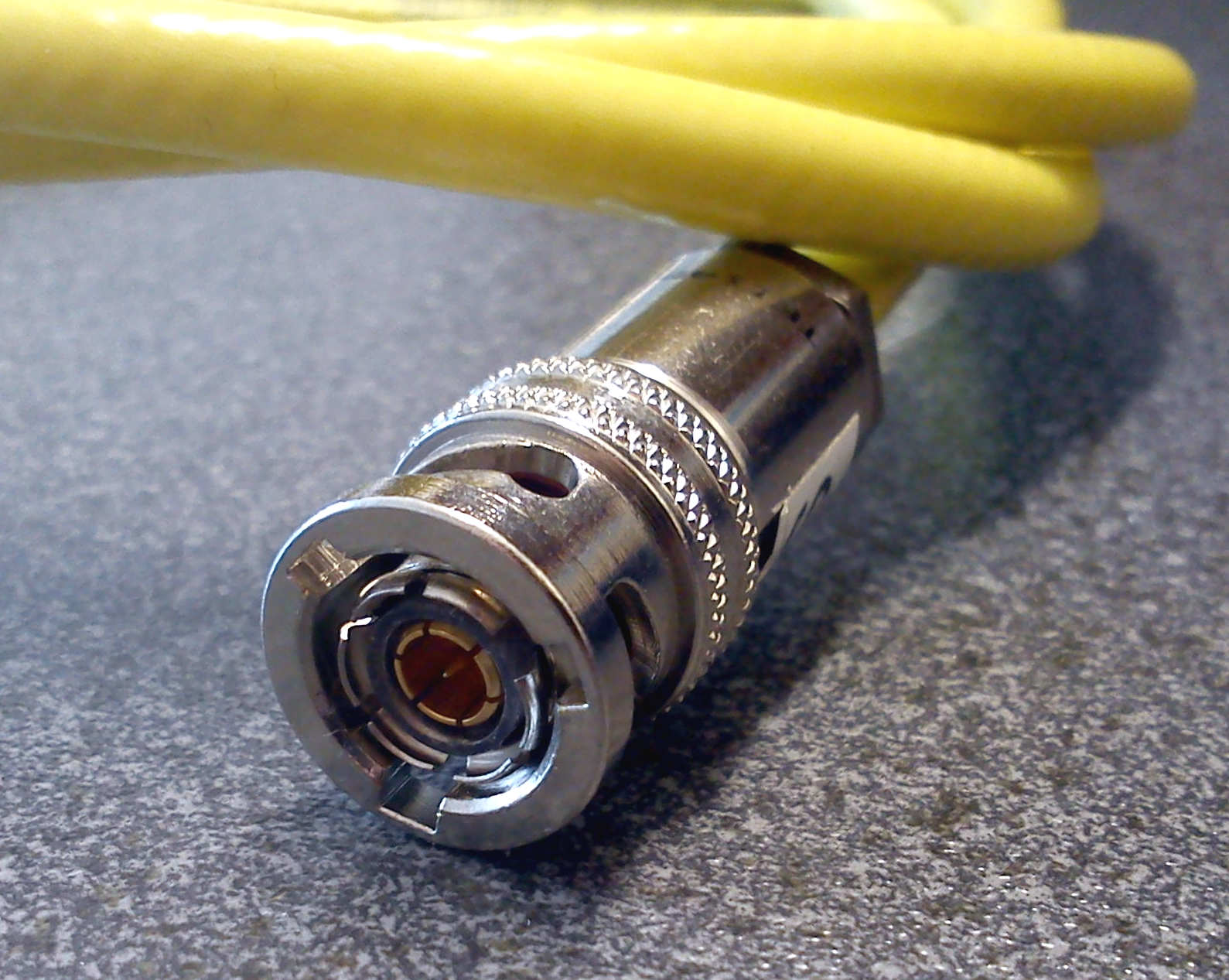
Spezialform: Triaxialer BNC-Stecker für dreipoliges Koaxialkabel

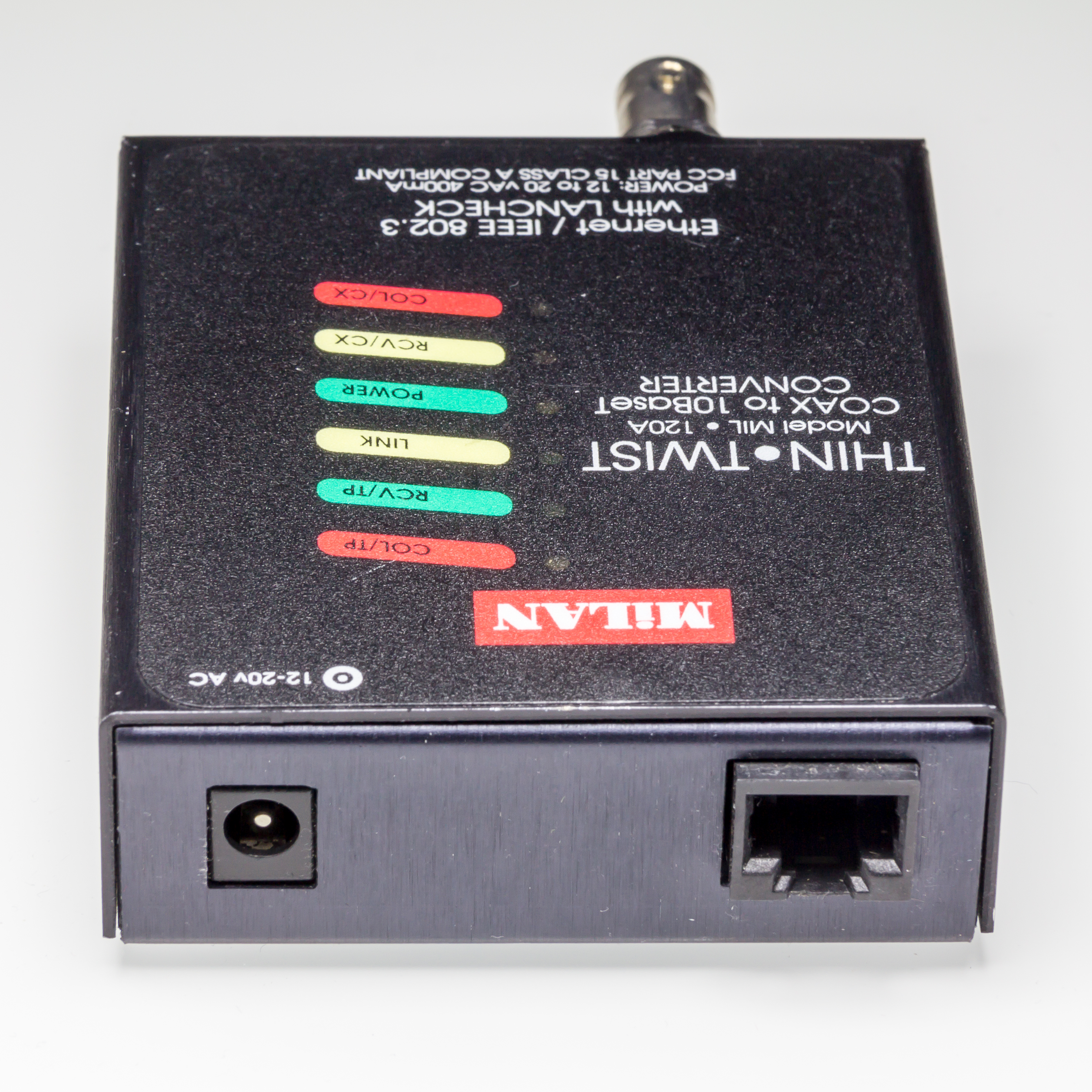
Ein Konverter von 10BASE2-Ethernet (hinten) mit BNC-Stecker zu der noch heute verwendeten Steckervariante RJ-45 (vorne rechts), damals für 10BASE-T.

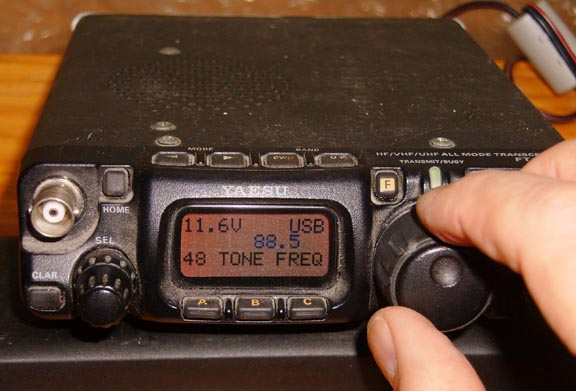
Ein Amateurfunkgerät Yaesu FT-817 mit BNC-Antennenstecker (links)

Die wohl meistverbreitete Koaxialstecker-Bauform ist der BNC-Steckverbinder (Bayonet Neill Concelman), benannt nach den Entwicklern Paul Neill (Bell Labs) und Carl Concelman. Diese Stecker wurden Ende der 1940er-Jahre als eine verkleinerte Version der C-Steckverbinder, basierend auf einem Patent von Octavio Salati, entworfen.
Die Deutung der Abkürzung ist umstritten. Häufig werden auch Bayonet Nail Connector, Bayonet Navy Connector, British Naval Connector, Bayonet Nut Connector, Bayonet Naur Connector oder Bayonet Norm Connector genannt.
BNC-Steckverbinder sind koaxiale Steckverbinder mit einem Bajonettverschluss für Hochfrequenzen bis etwa 1 GHz, teilweise bis 4 GHz, mit einem definierten Wellenwiderstand von entweder 50 oder 75 Ω. Die 50- und die 75-Ohm-Typen sind untereinander steckbar. BNC-Verbinder existieren auch als reverse Typen. Sie werden hauptsächlich in der Funk- und Videotechnik eingesetzt.
Eine frühe Variante des Ethernet (10BASE2) nutzte in den 1980er und Anfang der 1990er Jahre BNC-T-Stecker und eine Bus-Topologie, die jeweils an beiden Enden mit einem 50-Ohm-BNC-Abschlusswiderstand (Terminator) versehen sein musste.
Als Sonderform wurden auch BNC-Steckverbinder mit einem Wellenwiderstand von 93 Ω für bestimmte Netzwerkanwendungen (ARCNET) produziert.
Eine weitere Sonderform sind sogenannte triaxiale BNC-Steckverbinder, welche für dreipolige Koaxialkabel bestehend aus Außenleiter, Mittelleiter und Innenleiter genutzt werden können.
Die BNC-Technik hat sich auch zur Übertragung von schwachen Gleichströmen, niederfrequenten Wechselströmen und Impulsen im Laborbetrieb durchgesetzt, weil der Außenleiter elektrische Störungen wirksam abschirmt. Der koaxiale Aufbau bietet auch hierbei einen Schutz gegen Beeinflussungen. Aus diesem Grunde sind auch die Anschlüsse an Messgeräten wie Oszilloskop, Frequenzzähler und Funktionsgenerator in der Regel in BNC-Technik ausgeführt.
Je nach Frequenz und Hersteller können BNC-Steckverbindungen für Leistungen von einigen hundert Watt (Gigahertzbereich) bis hin zu mehreren Kilowatt (Ultrakurzwelle, Kurzwelle) eingesetzt werden. Somit eignen sie sich auch für den Anschluss leistungsstarker Funkgeräte. Üblicherweise kommen BNC-Stecker eher bei VHF- und UHF-Funktechnik vor und konkurrieren dort mittlerweile mit den SMA-Steckverbindern.
Die Steckverbindervariante mit Gewinde statt Bajonettverschluss wird unter der Bezeichnung TNC-Steckverbinder geführt – T steht hierbei für Threaded (engl. mit Gewinde).